# Chironomus flaveolus
Chironomus flaveolus är en tvåvingeart som beskrevs av Johann Wilhelm Meigen 1818. Chironomus flaveolus ingår i släktet Chironomus och familjen fjädermyggor. Inga underarter finns listade i Catalogue of Life.